# Billy-sur-Ourcq
Pour les articles homonymes, voir Billy et Ourcq (homonymie).
Billy-sur-Ourcq est une commune française située dans le département de l'Aisne en région Hauts-de-France.

## Géographie

### Hydrographie
La commune est située dans le bassin Seine-Normandie. Elle est drainée par le ruisseau de Nadon, le cours d'eau 01 de la Grande Fosse, le fossé 01 d'Edrolle, le ru de Pudeval et le ruisseau Fosse Gorgette,,.

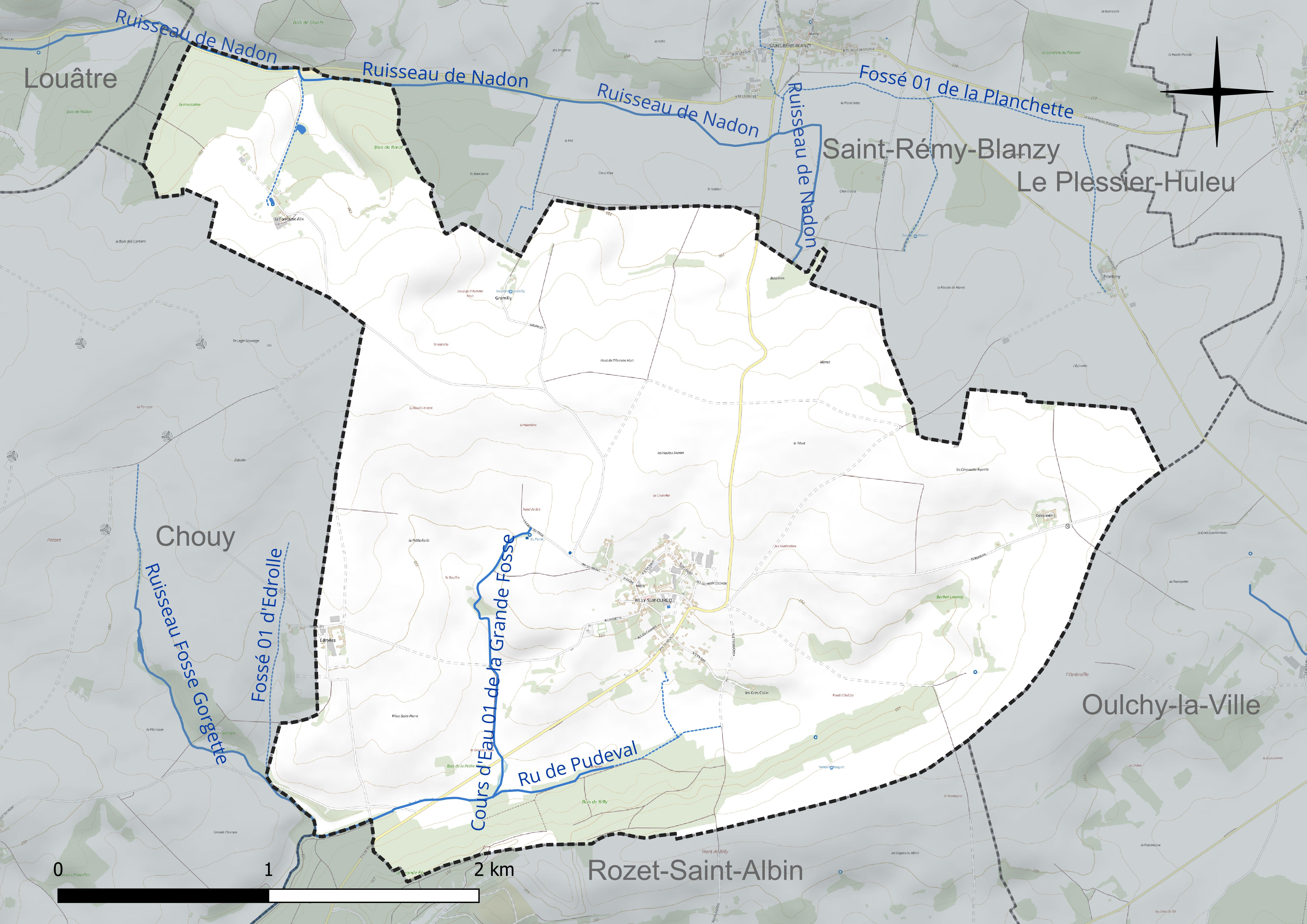
Réseau hydrographique de Billy-sur-Ourcq.

### Climat
Pour des articles plus généraux, voir Climat des Hauts-de-France et Climat de l'Aisne.
En 2010, le climat de la commune est de type climat océanique dégradé des plaines du Centre et du Nord, selon une étude du CNRS s'appuyant sur une série de données couvrant la période 1971-2000. En 2020, Météo-France publie une typologie des climats de la France métropolitaine dans laquelle la commune est exposée à un climat océanique altéré et est dans la région climatique Nord-est du bassin Parisien, caractérisée par un ensoleillement médiocre, une pluviométrie moyenne régulièrement répartie au cours de l'année et un hiver froid (3 °C).
Pour la période 1971-2000, la température annuelle moyenne est de 10,5 °C, avec  une amplitude thermique annuelle de 15,3 °C. Le cumul annuel moyen de précipitations est de 750 mm, avec 11,9 jours de précipitations en janvier et 8,4 jours en juillet. Pour la période 1991-2020 la température moyenne annuelle observée sur la station météorologique la plus proche, située sur la commune de Braine à 22 km à vol d'oiseau, est de 11,3 °C et le cumul annuel moyen de précipitations est de 662,7 mm,. Pour l'avenir, les paramètres climatiques de la commune estimés pour 2050 selon différents scénarios d'émission de gaz à effet de serre sont consultables sur un site dédié publié par Météo-France en novembre 2022.

## Urbanisme

### Typologie
Au 1er janvier 2024, Billy-sur-Ourcq est catégorisée commune rurale à habitat dispersé, selon la nouvelle grille communale de densité à 7 niveaux définie par l'Insee en 2022.
Elle est située hors unité urbaine. Par ailleurs la commune fait partie de l'aire d'attraction de Paris, dont elle est une commune de la couronne,.

### Occupation des sols
L'occupation des sols de la commune, telle qu'elle ressort de la base de données européenne d'occupation biophysique des sols Corine Land Cover (CLC), est marquée par l'importance des territoires agricoles (88,5 % en 2018), une proportion identique à celle de 1990 (88,5 %). La répartition détaillée en 2018 est la suivante : 
terres arables (81,6 %), forêts (11,1 %), zones agricoles hétérogènes (4,3 %), prairies (2,5 %), mines, décharges et chantiers (0,4 %).
L'évolution de l'occupation des sols de la commune et de ses infrastructures peut être observée sur les différentes représentations cartographiques du territoire : la carte de Cassini (XVIIIe siècle), la carte d'état-major (1820-1866) et les cartes ou photos aériennes de l'IGN pour la période actuelle (1950 à aujourd'hui).

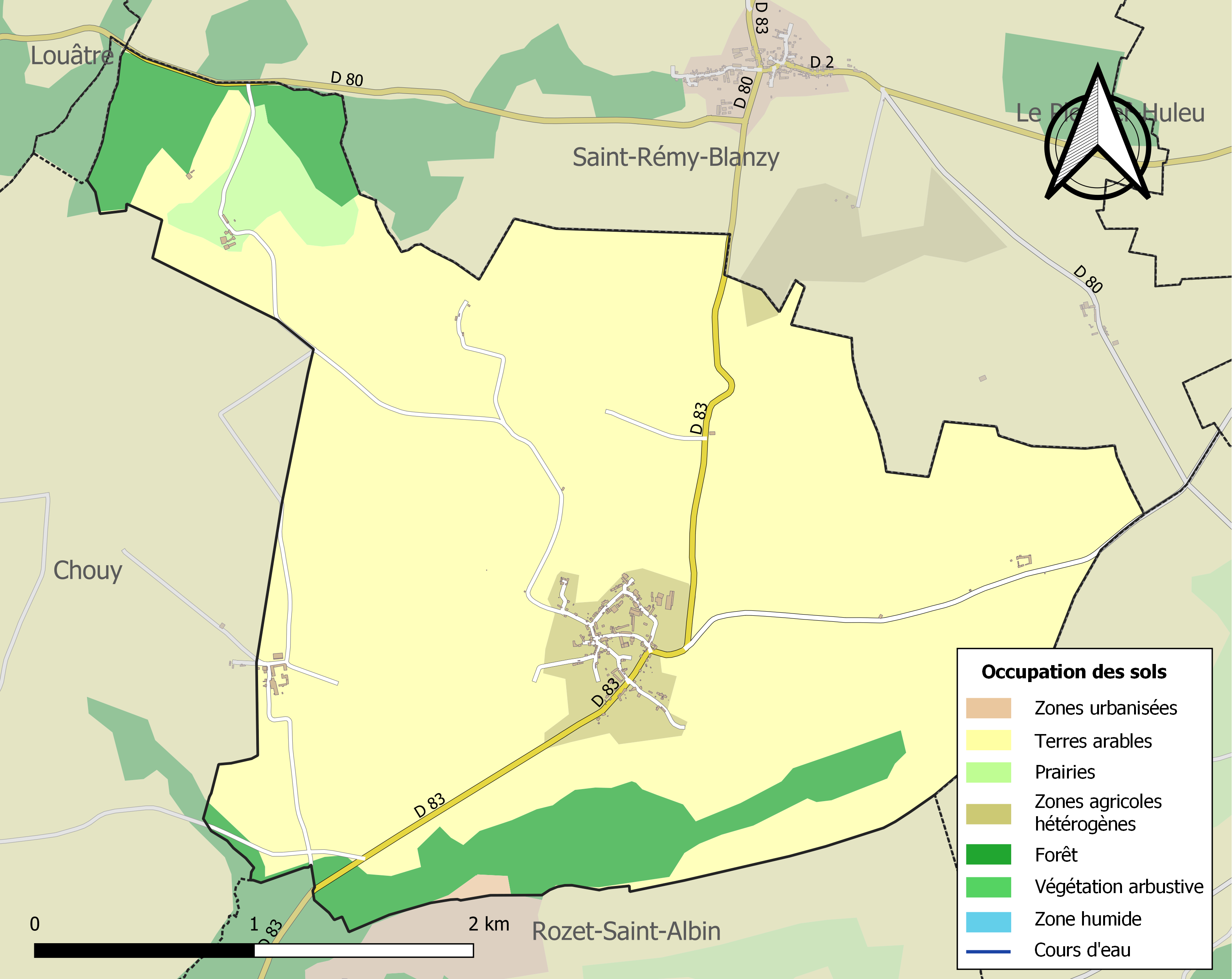
Carte des infrastructures et de l'occupation des sols de la commune en 2018 (CLC).

## Toponymie
Le nom de la localité est attesté sous les formes Billi-super-Urcam (1129) ; Billi, Billi-super-Orcham (1143) ; Biliacus-super-Ulcum (1184) ; Billiacus-super-Urcam (1236) ; Billiacum-super-Urcum (1247) ; Billiacus-super-Urcum (1258) ; Billi-sur-Ourc (1345) ; Billy-sur-Ourcq (1624).
L'Ourcq, Urc en 855, est une rivière française affluente de rive droite de la Marne qui coule dans les départements de l'Aisne, l'Oise et la Seine-et-Marne. La vallée de l'Ourcq constitue la frontière géographique naturelle délimitant le Soissonnais au Nord de l'Orxois au Sud.

## Politique et administration

### Découpage territorial
La commune de Billy-sur-Ourcq est membre de la communauté de communes du Canton d'Oulchy-le-Château, un établissement public de coopération intercommunale (EPCI) à fiscalité propre créé le 30 décembre 1994 dont le siège est à Oulchy-le-Château. Ce dernier est par ailleurs membre d'autres groupements intercommunaux.
Sur le plan administratif, elle est rattachée à l'arrondissement de Soissons, au département de l'Aisne et à la région Hauts-de-France. Sur le plan électoral, elle dépend du  canton de Villers-Cotterêts pour l'élection des conseillers départementaux, depuis le redécoupage cantonal de 2014 entré en vigueur en 2015, et de la cinquième circonscription de l'Aisne  pour les élections législatives, depuis le dernier découpage électoral de 2010.

### Administration municipale

#### Liste des maires
| Période                                  | Période                       | Identité        | Étiquette | Qualité                           |
| ---------------------------------------- | ----------------------------- | --------------- | --------- | --------------------------------- |
| Les données manquantes sont à compléter. |                               |                 |           |                                   |
| avant 1874                               | après 1875                    | Duclerc         |           |                                   |
| Les données manquantes sont à compléter. |                               |                 |           |                                   |
| ?                                        | ?                             | Michel Vecten   |           | Frère d'Albert Vecten Agriculteur |
| mars 2001                                | 2017                          | Bernard Viet    | DVD       | Retraité de l'agriculture         |
| juillet 2017                             | En cours (au 11 juillet 2020) | Françoise Emond |           | Réélue pour le mandat 2020-2026   |

## Population et société

### Démographie
L'évolution du nombre d'habitants est connue à travers les recensements de la population effectués dans la commune depuis 1793. Pour les communes de moins de 10 000 habitants, une enquête de recensement portant sur toute la population est réalisée tous les cinq ans, les populations de référence des années intermédiaires étant quant à elles estimées par interpolation ou extrapolation. Pour la commune, le premier recensement exhaustif entrant dans le cadre du nouveau dispositif a été réalisé en 2006.

En 2022, la commune comptait 195 habitants, en évolution de −9,72 % par rapport à 2016 (Aisne : −1,97 %, France hors Mayotte : +2,11 %).
| 1793 | 1800 | 1806 | 1821 | 1831 | 1836 | 1841 | 1846 | 1851 |
| ---- | ---- | ---- | ---- | ---- | ---- | ---- | ---- | ---- |
| 353  | 379  | 398  | 373  | 342  | 333  | 367  | 338  | 343  |

| 1856 | 1861 | 1866 | 1872 | 1876 | 1881 | 1886 | 1891 | 1896 |
| ---- | ---- | ---- | ---- | ---- | ---- | ---- | ---- | ---- |
| 303  | 299  | 297  | 271  | 301  | 287  | 246  | 273  | 242  |

| 1901 | 1906 | 1911 | 1921 | 1926 | 1931 | 1936 | 1946 | 1954 |
| ---- | ---- | ---- | ---- | ---- | ---- | ---- | ---- | ---- |
| 250  | 244  | 235  | 224  | 260  | 271  | 263  | 266  | 235  |

| 1962 | 1968 | 1975 | 1982 | 1990 | 1999 | 2006 | 2011 | 2016 |
| ---- | ---- | ---- | ---- | ---- | ---- | ---- | ---- | ---- |
| 200  | 205  | 206  | 201  | 208  | 201  | 220  | 215  | 216  |

| 2021 | 2022 | - | - | - | - | - | - | - |
| ---- | ---- | - | - | - | - | - | - | - |
| 199  | 195  | - | - | - | - | - | - | - |

## Culture locale et patrimoine

### Lieux et monuments
- Église Saint-Martin.

### Personnalités liées à la commune
François Doyen, né à Villiers-Agron en 1753, mort des suites des mauvais traitements qu'il a eu à subir de la part des Cosaques sur le combat de Neuilly-Saint-Front, le 3 mars 1814. Son fils, enlevé par la Conscription, assiégé puis bloqué pendant de longs mois dans la forteresse de Luxembourg, sans pouvoir donner des nouvelles à ces parents qui le croyaient mort. Il ne put sortir de ce lieu qu'à la notification de Louis XVIII. Il fut précepteur du comte de la Vaux et se fixa ensuite à Billy-sur-Ourcq où il, devint maire de la commune, et enseigna à son fils le métier de géomètre-arpenteur. Le fils devint en plus archéologue, chercheur, collectionneur reconnu et l'Assemblée lui adresse les plus grands remerciements. Il fut aussi à la caisse locale de la Caisse d'épargne de Neuilly-Saint-Font en devenant un administrateur. Il meurt le 17 mars 1905 à Villiers-Agron où il était né en 1831.
- Sur le registre de Billy-sur-Ourcq le 25 fév. 1818 : "Marie mélanie son les pronom qui ont été donnée au dit Enfans par Prince firmin Doyen parent maternel de l'époufe;et,par Marie appolline virginie Ducreoq coufine Germaine de l'Enfans domicilié au ménil commune de Rozet St Albin"...En 1814, meurt Prince Eugène Doyen..

## Pour approfondir